# Toxomerus verticalis
Toxomerus verticalis är en tvåvingeart som först beskrevs av Charles Howard Curran 1927.  Toxomerus verticalis ingår i släktet Toxomerus och familjen blomflugor. Inga underarter finns listade i Catalogue of Life.